# Delfia Hollandia Combinatie
Il Delfia Hollandia Combinatie, meglio noto come DHC Delft è una società calcistica olandese con sede nella città di Delft. Milita attualmente in Eerste Klasse, la sesta serie del campionato olandese di calcio.
Fondata nel 1910, visse il suo periodo più glorioso negli anni cinquanta e anni sessanta con un totale di 13 campionati professionistici, raggiungendo l'apice nel 1967-1968 quando disputò la sua unica Eredivisie sotto il nome di Xerxes/DHC '66, oltre che una finale di Coppa d'Olanda nel 1962.

## Storia

### Gli inizi

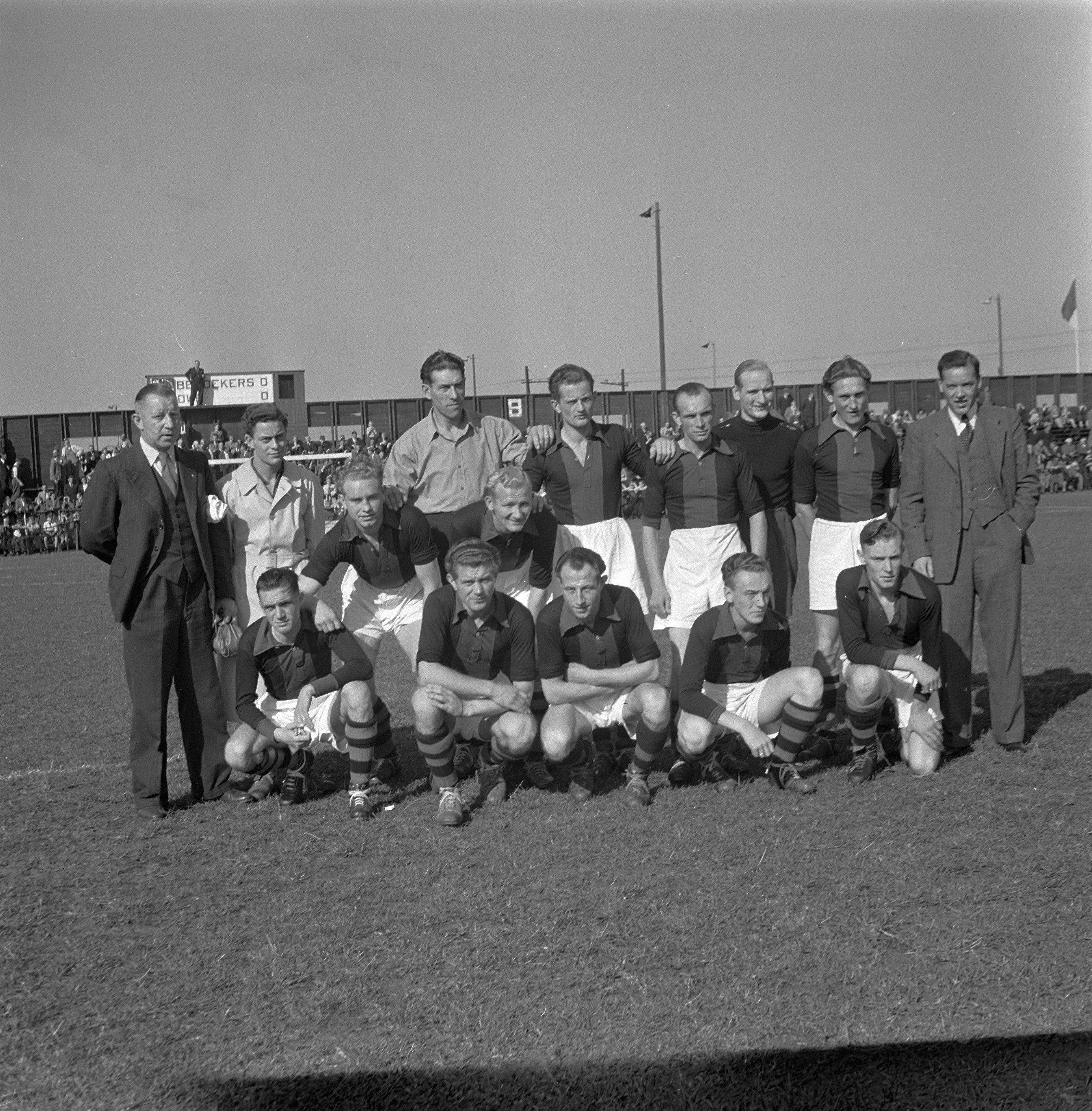
Una formazione del DHC nel 1947

Il club venne fondato nel 1910 a Delft, città dell'Olanda Meridionale, e iniziò la sua attività in un campo lungo la Buitenwatersloot. Sei anni dopo si spostò in un campo alla Laan van Vollering, a sud della città, dove progressivamente vennero aggiunte tribune in legno fino a raggiungere una capienza massima di 15 000 spettatori.
Il DHC iniziò la sua competizione nella prima divisione regionale della HVB (Haagsche Voetbal Bond), divenne campione nel 1915 e quindi promosso alla terza divisione nazionale della NVB (Nederlandsche Voetbal Bond), l'attuale KNVB, per poi fare il doppio salto nella seconda divisione. Questo campionato venne vinto nel 1923 e poi negli anni 1925 (in cui vinse anche la competizione locale chiamata Zilveren Bal), 1927, 1930 e 1932. Solo in quest'ultimo anno però la squadra ottenne la vittoria negli scontri promozione per ottenere la promozione in prima divisione, e così continuò in un saliscendi nelle serie nazionali amatoriali fino ai primissimi anni del secondo dopoguerra.

### Gli anni nel professionismo
Grazie al secondo posto nella Tweede Klasse, nel 1955 il club entra nel calcio professionistico partecipando alla Eerste Klasse, il secondo livello nazionale, classificandosi però al quattordicesimo e ultimo posto, retrocedendo quindi subito in Tweede Divisie, dopo la riforma diventata la terza serie professionistica. Ritornò in Eerste Klasse nel 1959, stabilendosi in questa categoria fino al 1965-1966. L'arrivo in seconda serie portò anche a un miglioramento sotto il profilo logistico: nel maggio del 1960 il vecchio campo dell'anteguerra a Laan van Vollering non era più adatto e il club si trasferì a nord della città, nel neonato Brasserskade Sportpark, un impianto che consisteva in una tribuna principale in legno con copertura in Elascon, una moderna tecnologia autoportante che permetteva l'assenza di pali di sostegno fontali (la tribuna è tuttora esistente e inclusa nei monumenti del patrimonio nazionale olandese) e delle gradinate scoperte per tutto il resto del perimetro per una capienza totale di 18 000 posti. Dal punto di vista sportivo invece arrivarono i primi professionisti dall'estero, come l'allenatore austriaco Friedrich Donnenfeld sedutosi sulla panchina dei Delftenaars nella stagione 1961-1962, e anche ottimi risultati, su tutti la finale di Coppa d'Olanda persa per 1-0 ai supplementari contro lo Sparta Rotterdam proprio nell'anno con l'allenatore asburgico, e due promozioni in massima serie sfumate con due secondi posti. Dal 1963 però arrivarono risultati deludenti e una scarsa partecipazione del pubblico che non riuscì a ripagare gli investimenti fatti nella crescita del club.
Nel 1966 si decise quindi di scindere il club in due parti: una parte sarebbe riscesa nel calcio amatoriale e una parte avrebbe continuato nel calcio professionistico. Questa seconda parte si sarebbe denominata DHC '66 e con questa denominazione partecipa alla Eerste Klasse 1966-67. Tuttavia i problemi finanziari non si risolsero e la squadra terminò all'ultimo posto: addirittura prima del match contro l'RBC Roosendaal vennero pignorate le porte e il tabellone segnapunti. Nonostante la stagione negativa e la retrocessione però la KNVB nell'estate 1967 decise di riformare e razionalizzare il professionismo, pertanto al DHC '66 fu concessa la fusione con il Xerxes, un club di Rotterdam altrettanto in crisi ma partecipante all'Eredivisie. Il club di Delft poté quindi disputare alla Eredivisie 1967-1968 sotto il nome Xerxes/DHC '66. La squadra si trovò dallo Xerxes giocatori del calibro di Willem van Hanegem, Eddy Treijtel, futuri nazionali olandesi (il primo futuro vice-campione del mondo a Germania 1974) oltre a Hans Dorjee invece già dal 1960 nel DHC. Il campionato non fu negativo, impreziosito anche da una vittoria per 1-0 contro la corazzata Feyenoord e terminato al settimo posto. Tuttavia le condizioni economiche non migliorarono e dopo una sola stagione il sodalizio si sciolse, portando così alla sua sparizione, mentre i relativi club continuarono le loro attività nel calcio non professionistico.

### Il ritorno nel calcio amatoriale
Una volta ritornati nel calcio amatoriale, nuovamente con il nome di DHC, il club stazionò quasi sempre tra Hoofdklasse, la massima serie amatoriale, e l'Eerste Klasse, con i massimi risultati ottenuti a inizi anni ottanta. Nel 1983 e nel 1985 vinse infatti il campionato olandese amatoriale, mentre nel 1981 ebbe l'occasione di tornare nel "calcio dei grandi": nella Coppa d'Olanda 1981-1982 infatti sconfisse il Fortuna Sittard (allora in seconda divisione e che ottenne poi la promozione in Eredivisie) per 2-0 al primo turno, garantendosi così un secondo turno contro l'Ajax. In un Brasserskade gremito i padroni di casa resistettero per tutto il primo tempo, poi i Lanceri segnarono tre gol con Tschen La Ling, Jesper Olsen e Wim Kieft, ma arrivarono poi i gol di Hans de Ruijter e Marcel van Buuren per il 3-2 finale.
Negli anni la società si è concentrata anche sulla crescita del proprio vivaio, dal quale sono usciti giocatori come Regi Blinker, professionista nel Feyenoord e Celtic, oltre che aver collezionato tre presenze con gli Oranje, Bram Rontberg (ex giocatore di ADO Den Haag e Cambuur), Wilco van Buuren ma anche Cees Toet e Kevin Visser.

## Colori e simboli

### Colori
I colori ufficiali sono il nero, il verde e il bianco. La maglia casalinga è nera con palo centrale verde, abbinata a pantaloncini bianchi e calzettoni neri. La maglia da trasferta è invece bianca con una V centrale nero-verde.

### Simboli ufficiali

#### Stemma
Il simbolo è uno scudo sagomato diviso in tre parti: in alto a sinistra la parte verde, in basso a destra il bianco e una diagonale nera che le divide in cui sono inscritte le lettere D, H e C in oro. Alla base è presente una fascia con scritto 17 marzo 1910, la data di fondazione del club.

## Strutture

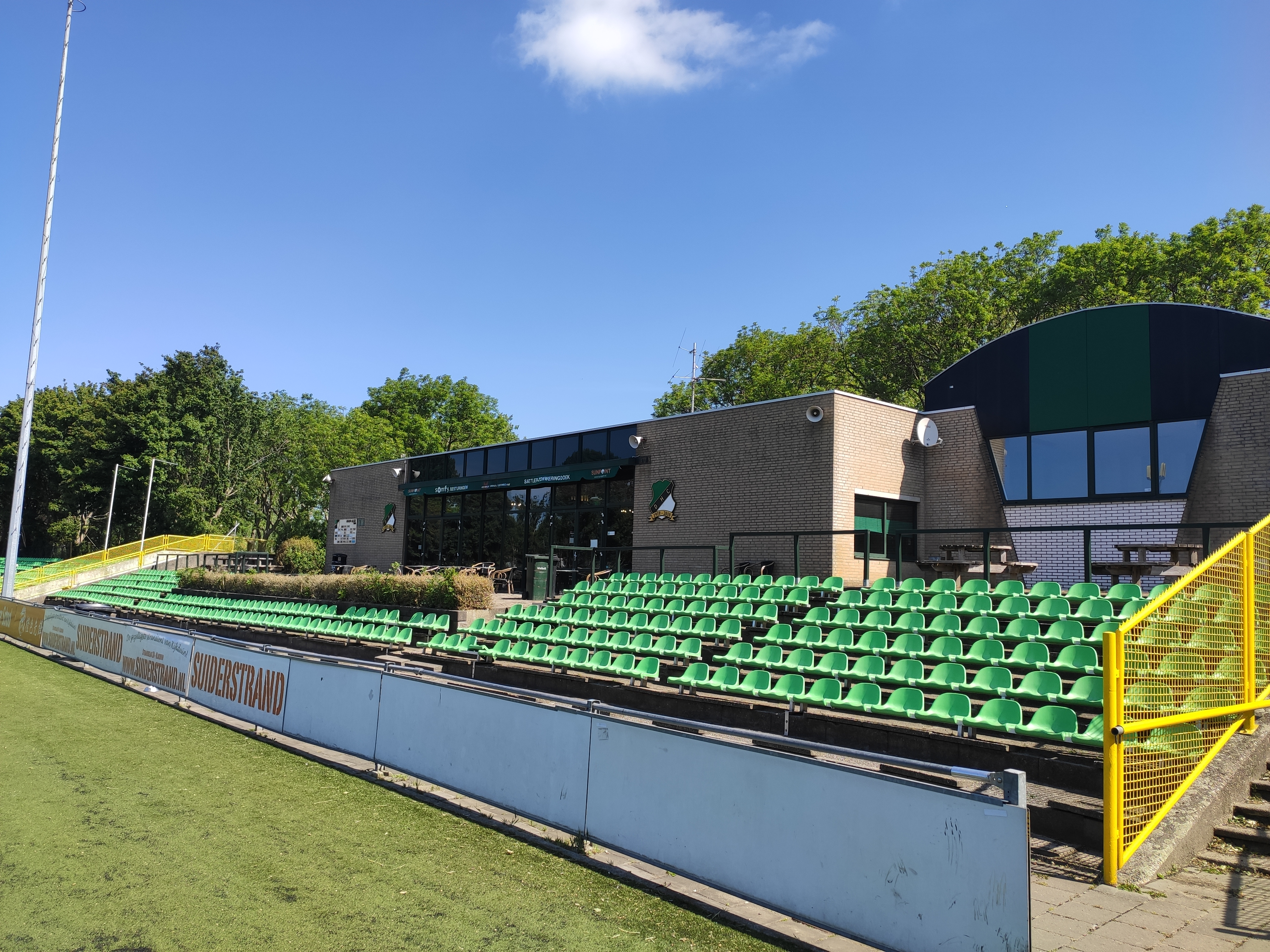
La tribuna opposta alla tribuna centrale e la Club House nel 2020

Il primo impianto fu nella zona occidentale della città, lungo la Buitenwatersloot. Nel 1916 la squadra si spostò in un campo alla Laan van Vollering, a sud della città lungo la linea ferroviaria tra L'Aja e Rotterdam, dove progressivamente vennero aggiunte tribune in legno fino a raggiungere una capienza massima di 15 000 spettatori. Dal 1960 il club risiede nello Sportpark Brasserskade, a nord della città proprio al confine con le municipalità di Rijswijk e L'Aja. L'impianto consiste in una tribuna principale in legno con copertura in Elascon, una tecnologia autoportante innovativa per quegli anni che permetteva l'assenza di pali di sostegno fontali (la tribuna è tuttora esistente e inclusa nei monumenti del patrimonio nazionale olandese) e delle gradinate scoperte per tutto il resto del perimetro per una capienza totale di 18 000 posti. Attualmente le gradinate esterne sono agibili ma non usate visto il livello delle competizioni e dal lato opposto alla tribuna è presente una tribuna scoperta prospiciente la club house della società. Nel 2020 è stato rifatto il manto erboso sintetico e sono state rifatte le panchine.

## Palmarès
- Campionato nazionale Amatori: 2

1988-1983, 1984-1985
- Coppa dei Distretti Ovest II: 2

1978-1979